# Istro-roumain

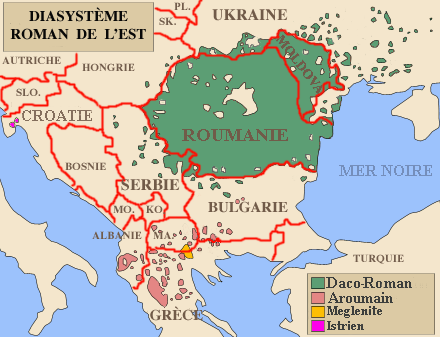
Langues romanes orientales. L’istro-roumain se situe le plus à l’ouest de toutes (près du "C" de Croatie, en Istrie).

L’istro-roumain est une langue romane parlé par les Istro-Roumains, population de quelques centaines de locuteurs en 2001 dans huit villages de la péninsule d’Istrie, en Croatie. C’est une langue romane orientale, parfois appelée istrien, à ne pas confondre avec l’istriote, une langue italo-romane.
Selon certains linguistes, c’est une langue à part entière à égalité avec le roumain, l’aroumain et le mégléno-roumain. D’autres linguistes considèrent l’ensemble des langues romanes orientales comme n’en formant qu’une seule qu’ils appellent « roumain », dont les quatre variantes seraient des dialectes qu’ils appellent daco-roumain, istro-roumain, aroumain et mégléno-roumain. Radu Flora est d’un avis différent, affirmant qu’aroumain et mégléno-roumain sont les deux groupes de dialectes d’une même langue romane orientale du Sud, tandis qu’istro-roumain et daco-roumain sont les deux groupes de dialectes d’une même langue romane orientale du Nord.
Quoi qu’il en soit, de nos jours, l’istrien n’est plus parlé que dans huit villages d’Istrie : Žejane, au nord-est du massif montagneux d’Učka, Šušnjevica et six autres villages et hameaux au sud de ce massif. Il y a également des locuteurs éparpillés dans des villes de Croatie (notamment à Pula et Rijeka) et d’autres émigrés surtout en Europe occidentale, aux États-Unis, au Canada et en Australie.
Le terme « istrien » (istriano, istarski jezik) est un exonyme local tandis qu’« istro-roumain » (limba istro-română) est une création académique des linguistes roumains. Ses locuteurs ne l’appellent pas d’une façon unitaire :
- ceux du sud du massif Učka disent qu’ils parlent vlåšca limba « la langue valaque » ou vlåški « valaque » (adverbe), terme provenant de l’exonyme « Valaques » qu’ils se sont approprié, et qui peut prêter à confusion, puisque les Grecs, les Bulgares et les Serbes l’utilisent pour les Aroumains et les Méglénites, et que les Bulgares et les Serbes l’emploient aussi pour leurs minorités roumaines (roumanophones de Serbie et de Bulgarie) ;
- ceux de Žejane affirment qu’ils parlent žei̯ånsca limba ou žei̯ånski (adverbe).

Les Istro-roumains subissant déjà depuis leur établissement en Istrie un processus d’assimilation, et leur langue n’étant pas utilisée sous forme écrite par ses locuteurs, elle est fortement influencée par le croate. Par conséquent, l’UNESCO la considère en grand danger. Il existe à présent certaines actions visant à la sauvegarder, menées par des associations culturelles, avec un certain appui de la part des autorités.

## Nombre de locuteurs
Les locuteurs d’istro-roumain ont rarement figuré en tant que tels dans les statistiques, c’est pourquoi leur nombre a toujours été plutôt estimé. Avant le XIXe siècle il aurait été de 10 000. En 2001 on estimait que dans leurs villages il y avait encore 150 locuteurs performants en istro-roumain, qui l’avaient appris avec leurs parents. Il pourrait y en avoir deux ou trois fois autant éparpillés dans les villes et quelques centaines encore en dehors de la Croatie : Europe, États-Unis. Tous ces gens sont d’âge moyen ou vieux. La transmission de la langue de parents à enfants a pratiquement cessé chez les générations nées dans les années 1950-1960. Les locuteurs jeunes (âgés de 30 ans environ), peu nombreux, l’ont apprise avec leurs grands-parents comme une deuxième ou troisième langue étrangère.
Les Istro-roumains et leur langue ne sont pas présents en tant que tels dans les données des recensements mais ils pourraient se trouver parmi celles concernant la minorité nationale roumaine. Ainsi, en 2011, on a enregistré pour toute la Croatie 955 personnes de langue maternelle roumaine mais on ne peut pas savoir combien de ces personnes sont des Boyash, dont la langue maternelle est le daco-roumain. Dans le comitat d'Istrie, 70 personnes se déclarent de langue maternelle roumaine et 6 de langue valaque. Dans le comitat de Primorje-Gorski Kotar, où se trouve Žejane, on enregistre 40 personnes de langue maternelle roumaine.
Le fait que les locuteurs d’istro-roumain étaient plus nombreux est prouvé par des toponymes. Toute une région du nord de l’Istrie, pour la plus grande partie en territoire croate et partiellement en Slovénie, s’appelle toujours Ćićarija, en italien Cicceria, de Ćići, l’un des ethnonymes donnés aux Istro-roumains par les Croates. Parmi les villages habités actuellement par des Istro-roumains, certains ont deux noms, l’un croate, l’autre istro-roumain, comme Jesenovik-Sukodru (cf. roumain sub codru « sous la forêt ») ; d’autres ont un seul nom mais en deux variantes comme Kostârčån, en croate Kostrčani. Il y en a bien davantage ayant de tels noms, mais dans lesquels on ne parle plus l’istro-roumain : Floričići (cf. roumain floricică « fleurette »), Jerbulišće (roum. iarbă « herbe »), Katun, Kature (roum. cătun « hameau »), Fečori (roum. feciori « jeunes hommes ») ou Kerbune (roum. cărbune « charbon »). Il y a d’autres toponymes istro-roumains sur l’île de Krk, où les locuteurs se sont assimilés dans la première moitié du XIXe siècle : Fintira (cf. fântână « puits »), Sekara (cf. secară « seigle »).

## Histoire externe
Il est admis en général que l’istro-roumain est le dernier idiome à s’être séparé du proto-roumain mais le lieu et la période où cela est arrivé ne sont pas documentés et sont donc l’objet d’hypothèses.
On distingue deux théories principales. Selon celle d’Ovid Densusianu, les Istro-roumains seraient originaires du sud-ouest de la Transylvanie et du Banat historique, d’où ils seraient partis au Xe siècle. Il fonde sa théorie sur des traits de langue, par exemple le rhotacisme de [n] intervocalique simple ([n] > [r]), dans les mots d’origine latine, comme dans le parler des Moți. Cette hypothèse est soutenue par d’autres chercheurs aussi.
Sextil Pușcariu est d’un autre avis. Il affirme l’origine sud-danubienne des Istro-roumains, et il situe le lieu de la séparation en Serbie actuelle, tout en admettant qu’ils étaient en contact avec les Roumains de la partie occidentale du territoire nord-danubien. Selon lui, ils se seraient séparés des autres Roumains au XIIIe siècle. Avec des différences quant au lieu exact, la théorie de Pușcariu est elle aussi adoptée par plusieurs chercheurs.
Outre ces deux théories, il y en a une intermédiaire, celle d’Elena Scărlătoiu, selon laquelle les Istro-roumains proviendraient de plusieurs « noyaux » du centre, de l’ouest et du nord-ouest de la Transylvanie, ainsi que du sud du Danube, surtout de la vallée du Timok et de la région de Prizren.
L’istro-roumain a toujours été une langue essentiellement orale. Ses attestations ont d’abord paru transcrites par des érudits qui se sont intéressés aux Istro-roumains, puis par des linguistes qui ont enregistré des prières, des textes de chansons, des contes et d’autres textes narratifs, des dictons et des proverbes.
La première attestation de l’istro-roumain paraît en 1698, dans une histoire de Trieste écrite par un moine de cette ville, Ireneo della Croce. Celui-ci mentionne l’endonyme Rumeri utilisé à l’époque par les Istro-roumains et donne une liste de 13 noms seuls, 8 noms avec des déterminants et deux phrases simples dans leur langue, avec leur traduction en latin.
En 1819, Ivan Feretić, un prêtre catholique de l’île de Krk, transcrit deux prières en « roumain de Krk ». Ce sont les premiers textes considérés comme attestant l’istro-roumain.
Les attestations suivantes sont une anecdote et une variante de la fable La cigale et la fourmi, enregistrées par l’érudit istrien Antonio Covaz et publiées en 1846 avec leur traduction en latin et en italien.
Trois prières en istro-roumain sont publiées en 1856, parmi lesquelles Notre Père, dans une revue de Slovénie.
Ce sont des chercheurs qui transcrivent et publient le plus de textes oraux, sur lesquels les linguistes travaillent pour décrire la langue.
Le premier ouvrage littéraire cultivé paraît en 1905, restant aussi le seul jusqu’à quelques autres qui paraîtront dans les années 1990 et après 2000.
N’étant pas écrit, l’istroroumain n’a pu être une langue d’enseignement. Les années 1921-1925 ont été la seule période où il a été utilisé dans ce but en parallèle avec le roumain standard, dans une école fondée par Andrei Glavina, un Istro-roumain qui avait fait des études en Roumanie.

## Situation actuelle
L’istro-roumain est en voie de disparition, ce qui est reflété par sa présence dans l’Atlas UNESCO des langues en danger dans le monde.
À partir des années 1990 on a entrepris certaines actions pour sauvegarder cette langue. Étant signataire en 1997 de la Charte européenne des langues régionales ou minoritaires, la Croatie est invitée par le Conseil de l’Europe à prendre des mesures pour la protection de l’istro-roumain. Dans le cadre des relations bilatérales avec le gouvernement croate, le gouvernement roumain aussi œuvre dans une certaine mesure dans ce sens.
En effet, en Croatie on prend certaines mesures. Au niveau central, l’istro-roumain est inscrit sur la Liste des biens culturels immatériels protégés de la Croatie, faisant partie du Registre des biens culturels, en vertu de la Loi sur la protection et la conservation des biens culturels. Au niveau local, au Statut du comitat d’Istrie, adopté en 2009, il est inscrit que le comitat œuvre pour la sauvegarde des dialectes locaux, parmi lesquels l’istro-roumain. En tant que mesure concernant l’enseignement, le Conseil du comitat d’Istrie confie à l’école élémentaire et collège Ivan-Goran-Kovačić de Čepić le soin de promouvoir l’istro-roumain, raison pour laquelle elle bénéficie d’un régime spécial qui lui permet de ne pas appliquer la règle concernant le nombre minimal d’élèves inscrits. En vertu de cette décision, son programme scolaire pour l’année 2022-2023 prévoit 70 heures par an, deux par mois, de istrorumunjski jezik « langue istro-roumaine » et d’autres activités liées aux traditions istro-roumaines, avec deux enseignants.
Le Ministère de la culture croate, les conseils des deux comitats où on parle l’istro-roumain et deux mairies soutiennent un projet, Očuvęj vlåška ši žejånska limba (Sauvegarder la langue valaque et de Žejane), initié en 2005 par la linguiste Zvjezdana Vrzić de l’Université de New York avec un groupe d’émigrés istro-roumains vivant aux États-Unis, et étendu à la Croatie en 2007 par l’inclusion du Musée ethnographique d’Istrie, puis, depuis 2011, de trois associations culturelles des Istro-roumains.
Deux autres associations d’Italie agissent dans le même sens : l’Association d’amitié italo-roumaine Décébale de Trieste, présidée par Ervino Curtis, fondée dès 1987, et l’Association culturelle Andrei-Glavina de Rome, fondée en 1994 par Petru Emil Rațiu.
D’autres actions sont entreprises par l’intermédiaire du site web Istro-Romanian Community Worldwide (Communauté istro-roumaine dans le monde) de Marisa Ciceran, qui publie de nombreux matériaux de toutes sortes concernant les Istro-roumains et leur langue.

## Variétés régionales
Chaque village istro-roumain a son parler, avec de petites différences entre ceux du sud du massif Učka et relativement grandes entre ceux-ci et celui de Žejane, ce qui est dû au fait que les deux zones ont pendant longtemps été isolées l’une de l’autre par la montagne. Il y a des différences phonétiques, morphologiques (par exemple la conservation de vestiges de la déclinaison à Žejane et sa disparition dans le sud) et lexicales. Il y a environ 300 unités lexicales qui ne sont pas communes pour le sud et Žejane (voir des détails sur les différences dialectales dans les sections suivantes).

## Écriture et prononciation
Presque chaque chercheur a transcrit l’istro-roumain à sa façon. Celle qu’on utilise le plus est la graphie de Kovačec, adoptée également par les linguistes roumains Richard Sârbu și Vasile Frățilă, inspirée en grande partie de celle de Sextil Pușcariu, avec des éléments de la graphie du croate. Vrzić propose une graphie plus proche de celle du croate, avec seulement trois lettres qui n’y sont pas. Cette graphie est destinée aux locuteurs d’istro-roumain, qui ont été ou sont scolarisés en croate, et à ceux qui veulent apprendre la langue. Voici les graphèmes différents de ceux du roumain standard au moins dans l’une de ces graphies :
| API                        | Istro-roumain | Istro-roumain |
| -------------------------- | ------------- | ------------- |
| API                        | Kovačec 1998  | Vrzić 2009    |
| [ɒ]/[wɒ]                   | å             | å             |
| [ǝ]/[ɨ]                    | â             | â             |
| [k] devant a, å, â, o et u | c             | k             |
| [k] devant e, ę et i       | k             | k             |
| [t͡ʃ]                       | č             | č             |
| [d͡z]                       | d̦             | dz            |
| [ε]/[e̯a]                   | ę             | ę             |
| [ɣ]                        | ɣ             | g             |
| [d͡ʒ]                       | ǧ             | đ             |
| [j]                        | i̯             | j             |
| [ʒ]                        | ž             | ž             |
| [ʎ]                        | lʼ            | lj            |
| [ɲ]                        | ń             | nj            |
| [ŋ]                        | ŋ             | n             |
| [ʃ]                        | ș             | š             |
| [c]                        | t″            | ć             |
| [t͡s]                       | ț             | c             |
| [w]                        | u̯             | u             |

L’istro-roumain présente certaines particularités de prononciation par rapport à celle du roumain standard (avec la transcription de Kovačec) :
- La lettre å rend, en fonction du son qui la précède, parfois la voyelle [ɒ], comme le a français dans le mot « pas » prononcé par les Québécois, (par exemple dans čåsta « celui-ci, celle-ci »), d’autres fois une diphtongue ([wɒ]), par exemple dans cårle « qui, que » (pronom relatif). Cette voyelle est toujours accentuée et sa diphtongaison est plus systématique dans le parler du nord, celui de Žejane, que dans ceux du sud.
- La lettre ę rend, en fonction du son qui le précède, parfois la voyelle [ε], en français rendue par è (par exemple dans Șcužę-m « Excuse-moi »), d’autres fois la diphtongue [e̯a]: vedę « voir ». La diphtongaison de cette voyelle également est plus courante à Žejane.
- À la différence du roumain, les voyelles [ǝ] et [ɨ] ne se distinguent pas nettement. On entend tantôt l’une, tantôt l’autre, tantôt une voyelle entre elles, là où dans les mots roumains correspondants il y l’une ou l’autre. C’est pourquoi Kovačec et Vrzić les transcrivent par une même lettre, â.
- Il y a en istro-roumain trois consonnes palatales qui existent dans variétés régionales du roumain, par exemple celui du Maramureș :

[ʎ], ressemblant à li dans le mot français « lièvre » – exemple : l’epur « lièvre, lapin »;
[ɲ], comme le français gn dans « agneau » : ńivę « champ »;
[c], ressemblant à ti dans « tien » : t″åro « très ».
- Deux consonnes sont très rares en istro-roumain, présentes seulement dans des emprunts :

[d͡z] dans d̦ero « zéro »;
[d͡ʒ] dans Ǧermanii̯e « Allemagne ».
Certains sons ont évolué différemment en roumain et en istro-roumain :
| Latin                                     | Roumain                           | Istro-roumain                      | Traduction    |
| ----------------------------------------- | --------------------------------- | ---------------------------------- | ------------- |
| [a] final non accentué : LINGUA >         | fermeture plus importante : limbă | fermeture moins importante : limbę | langue        |
| [e] accentué : FERRUM >                   | diphtongaison : fier              | fl’er                              | fer           |
| [i] accentué : LIGAT >                    | diphtongaison : leagă             | non diphtongaison : lęgę           | il/elle lie   |
| [o] accentué : NOCTEM >                   | diphtongaison : noapte            | non diphtongaison : nopte          | nuit          |
| [kl] : CLAMARE >                          | chute de [l]: chema               | palatalisation de [l] : cl’emå     | appeler       |
| [gl]: *GLEMUS >                           | chute de [l] : ghem               | palatalisation de [l] : gl’em      | pelote        |
| [n] intervocalique simple : BENE >        | inchangé : bine                   | rhotacisme : bire                  | bien          |
| [mn]: SCAMNUM >                           | scaun                             | scånd                              | chaise, table |
| [nv]: *INVITIARE >                        | învăța                            | ânmețå                             | apprendre     |
| [l] + consonne : ALBUM >                  | inchangé : alb                    | chute de [l] : åb                  | blanc         |
| [ll] + désinence au singulier: VITELLUS > | [l] simple : vițel                | chute de [ll] : vițe               | veau          |
| [gw] + [e] ou [i]: SANGUEM >              | affrication de [g] : sânge        | fricativisation de [g] : sânže     | sang          |
| [g] + [e] ou [i]: GENUC(U)LUM >           | affrication de [g] : genunchi     | fricativisation de [g] : žeruŋclʼu | genou         |

D’autres particularités communes aux parlers istro-roumains sont :
- parfois la chute de [a] initial non accentué : (a)flå vs roumain a afla « apprendre, savoir, trouver » ;
- absence de [j] après consonne en fin de mot : omir vs oameni ’gens’ ;
- absence des diphtongues descendantes avec [w] : av dat vs au dat « ont donné » ;
- voyelle + [v] vs voyelle + [u] : avzi vs a auzi « entendre ».

Certaines particularités sont spécifiques à tel ou tel parler :
- Dans le parler de Šušnjevica il y a tendance à ne pas distinguer [s] de [ʃ]. Ainsi, le nom du village est ici prononcé Șușńevițę ou Sușńevițę. De même, à la différence des autres parlers, dans celui-ci on prononce [t͡s] au lieu de [t͡ʃ] et [z] au lieu de [ʒ] : țer « ciel », fețor « garçon », sânze « sang », zeruŋclʼu « genou », zos « en bas ».
- Dans le parler de Žejane, /g/ se réalise le plus souvent comme [ɣ].
- À Žejane également, au lieu de [ε]/[e̯a] à la fin des féminins on prononce [a], ce qui fait que, sans contexte adéquat, on ne distingue pas au féminin singulier la forme à article défini de celle sans article : limba signifie « langue » mais aussi « la langue ».

## Grammaire
La structure grammaticale de l’istro-roumain est en partie différente de celle du roumain, principalement à cause de l’influence croate.

### Morphologie
En morphologie on remarque non seulement l’influence du croate, mais aussi des différences entre les parlers du sud d’un côté et celui de Žejane de l’autre.

#### Le nom
Quant au genre des noms, il est à noter que le neutre tel qu’il existe en roumain, c’est-à-dire le nom neutre étant masculin au singulier et féminin au pluriel, s’est conservé seulement dans le sud : un zid « un mur » – do zidure « deux murs » (le genre est visible à la forme du déterminant). À Žejane les neutres sont devenus masculins mais peuvent garder une désinence de pluriel spécifique au neutre : doi̯ zidure « deux murs » (doi̯ étant le masculin de do). Par ailleurs, le neutre existe dans ce parler aussi, mais c’est celui spécifique aux langues slaves, ce parler empruntant des neutres croates sans les adapter au système propre des genres (exemple : zlåto « or »),.
La formation du pluriel présente plusieurs particularités :
- La disparition de [j] final après consonne provoque au masculin l’expression du pluriel seulement par le changement de la consonne finale ou de celle d’avant le e du singulier, accompagné ou non du changement de la voyelle de la racine du mot : ån – åń « années », fråte – fråț « frères », šårpe – šerp « serpents », muľåre – muľer « femmes ». Les mots où il n’y a changement ni de consonne ni de voyelle restent inchangés au pluriel : lup « loup » – lup « loups ».
- Les noms terminés en -l’e, -ńe, -če, -șe, -že ont également la même forme au singulier et au pluriel : fil’e « fille, filles » (par rapport à ses/leurs parents).
- Les noms masculins terminés en -u ont le pluriel en -i vocalique : ocľu « œil » – ocľi « yeux ».
- La désinence de pluriel -ure s’est étendue du neutre à certains masculins : lup peut aussi avoir le pluriel lupure.
- La consonne l’ est tombée de la fin des mots au singulier, devenant leur désinence de pluriel : vițe « veau » – vițel’ « veaux ».
- Dans le sud il y a alternance -ę au féminin singulier ~ -e au pluriel (cåsę – cåse « maisons »), et à Žejane -a ~ -e: cåsa (sans article) – cåse[42].
- Les neutres en -o, d’origine croate, ne changent pas de forme au pluriel.

L’expression des cas génitif et datif est plus analytique qu’en roumain, ces deux cas s’exprimant généralement avec la particule lu antéposée, le nom pouvant être avec ou sans article défini : fil’u lu țesåru « le fils de l’empereur », spure lu fråț « il/elle dit aux frères », cuvintę i̯e lu mul’ęre « dit-il à la/sa femme ». Dans le sud, lu est utilisé au féminin aussi, tandis qu’à Žejane on emploie le au féminin (le mul’åre « à la/sa femme »). De plus, dans ce parler, la forme synthétique aussi est présente, car des vestiges de la déclinaison y sont conservés : « à la/sa femme » se dit aussi mulʼerlʼei̭. Au génitif on utilise a devant lu/le, systématiquement à Žejane (filʼu a lu crålʼu « le fils du roi »), parfois dans le sud. A est employé seul au génitif des noms neutres d’origine croate : a zlåto « de l’or ».

#### Les articles
L’article indéfini a, au cas nominatif et accusatif, des formes différentes de celles du numéral cardinal correspondant à « un, une » :
- Au masculin singulier, dans le sud, sa forme est un: un måre codru « une grande montagne ».
- Au masculin singulier, à Žejane, sa forme est ân, avec les formes conjointes -u (ânr-u loc « dans un endroit ») et -ŋ (popi po-ŋ ɣlåž de vir « boire un verre de vin »). Il a aussi sa forme de génitif-datif : urvę « d’/à un »[42].
- Au féminin singulier sa forme est o partout, à Žejane avec la forme de génitif-datif urlʼę « d’/à une ».

Les formes de l’article défini :
- masculin et neutre singulier, pour les noms terminés en consonne : -u, ce qui en roumain est une voyelle de liaison devant l’article proprement dit, -l (scåndu vs scaunul « la chaise ») ;
- masculin et neutre singulier, pour les noms terminés en -e : -le (câre – cârele « le chien ») ;
- féminin singulier (dans les parlers du sud) : -a qui remplace le -ę (cåprę – cåpra « la chèvre ») ;
- masculin pluriel: -i (omir – omiri « les gens ») ;
- féminin pluriel : -le (cåpre – cåprele « les chèvres ») ;
- neutre pluriel dans le sud, les mêmes noms étant du masculin à Žejane : -le qui fait tomber le e de la fin des mots (pičore – pičorle « les jambes »).

Les noms neutres en -o sont employés sans article défini.
L’opposition nom à article défini vs nom à article indéfini a faibli, l’article défini étant utilisé là aussi où en roumain on utilise l’article indéfini. Ainsi, furåt-a åcu peut signifier aussi bien « il/elle a volé l’aiguille » que « il/elle a volé une aiguille ». Dans le parler de Žejane, les féminins singuliers sans article se terminant en -a, les formes à article défini et sans article se confondent : fęta peut signifier « la fille », ainsi que « fille » : čåsta fęta če s-av asęra facut « cette fille qui est née hier soir » vs ali fęta ali fečor « soit fille, soit garçon ».

#### L’adjectif
Sous l’influence du croate, certains adjectifs ont une forme de neutre aussi, marquée par la désinence -o (bur, burę, buro « bon, bonne »), d’autres non : tirer, tirerę « jeune ». Exemple avec l’adjectif au neutre : i̭åle buro cuhęi̭t-a si muŋcåt-a « elles ont préparé et mangé quelque chose de bon ».
L’une des particularités de l’istro-roumain est l’application de la terminaison -(i)le (qui contient l’article défini -le) en tant que marque de masculin singulier pour des adjectifs : do talii̯anskile rat « jusqu’à la guerre avec l’Italie », totile ånu « toute l’année ».
Le comparatif de supériorité se forme avec l’adverbe mai̯ non accentué, et pour obtenir le superlatif relatif de supériorité, on ne fait qu’accentuer mai̯ : mai̯ mare « plus grand(e) », mái̯ mare « le/la plus grand(e) ». La comparaison se construit avec la conjonction de ou sa correspondante croate nego : mai̯ mușåt de/nego mire « plus beau que moi ».

#### Le numéral
Le numéral istro-roumain est fortement influencé par le croate. Il n’y a de formes héritées du latin que les numéraux cardinaux correspondant aux nombres de 1 à 8, 10 et 1000.
Numéraux cardinaux :
1 ur (masc.), urę (fém. dans le sud), ura (fém. à Žejane), uro (neutre). Ces formes sont différentes de celles de l’article indéfini, mais à Žejane il y a les mêmes formes de génitif-datif que celles de l’article : urvę « d’/à un » et urlʼę « d’/à une ».
2 doi̯ (masc.), do (fém.)
3 trei̯
4 patru
5 činč, ținț (à Šušnjevica)
6 șåse
7 șåpte
8 opt (à Žejane), osân (à Šušnjevica), osâm (dans les autres villages du sud)
9 devet
10 zęče (dans le sud), deset (commun)
11 i̯edânai̯st
12 dvanai̯st
13 trinai̯st
20 dvadeset
21 dvadeset și ur
30 trideset
100 sto
200 dvisto
1000 miľe, mil’år (du dialecte vénitien), tisut″ (du croate, à Žejane), tå(v)žânt (de l’allemand, à Žejane)
Numéraux ordinaux :
1er pârvi (masc.), pârvę (fém., dans le sud), pârva (fém., à Žejane), pârvo (neutre)
2e doi̯le (masc.), dova (fém.), dovo (neutre)
3e trei̯le (masc.), trei̯a (fém.), trei̯o (neutre)

#### Les pronoms

##### Le pronom personnel
Formes des pronoms personnels :
| Personne | Personne | Nominatif        | Datif               | Datif                                                                              | Accusatif         | Accusatif                                             |
| Personne | Personne | Nominatif        | formes disjointes   | formes conjointes                                                                  | formes disjointes | formes conjointes                                     |
| -------- | -------- | ---------------- | ------------------- | ---------------------------------------------------------------------------------- | ----------------- | ----------------------------------------------------- |
| 1re sg.  | 1re sg.  | i̯o « je, moi »   | mii̯e « à moi »      | âmń-, mń- (dans le sud), âm, âmi̯-, mi̯- (à Žejane), mi m-, -m (communes) « me, m’ » | mire « moi »      | me, m-, -m « me, m’ »                                 |
| 2e sg.   | 2e sg.   | tu « tu, toi »   | ții̯e « à toi »      | âți̯-, ți̯- (à Žejane), âț, ți, ț-, -ț (communes) « te, t’ »                         | țire « toi »      | te, t- « te, t’ »                                     |
| 3e sg.   | masc.    | i̯e « il, lui »   | (a) lui̯ « à lui »   | âľ, ľ-, -ľ, ľi « lui »                                                             | i̯e « lui »        | âl, l-, -l « le, l’ »                                 |
| 3e sg.   | fém.     | i̯å « elle »      | (a) ľei̯ « à elle »  | âľ, ľ-, -ľ « lui »                                                                 | i̯å « elle »       | o, vo « la, l’ »                                      |
| 1re pl.  | 1re pl.  | noi̯ « nous »     | (a) no « à nous »   | ne, na, n-, ni « nous »                                                            | noi̯ « nous »      | ne, na, n- « nous »                                   |
| 2e pl.   | 2e pl.   | voi̯ « vous »     | (a) vo « à vous »   | ve, va, v-, vi « vous »                                                            | voi̯ « vous »      | ve, va, v- « vous »                                   |
| 3e pl.   | masc.    | i̯eľ « ils, eux » | (a) lor « à eux »   | le (dans le sud), la (à Žejane), l- (commune) « leur »                             | i̯eľ « eux »       | ľ- « les »                                            |
| 3e pl.   | fém.     | i̯åle « elles »   | (a) lor « à elles » | le (dans le sud), la (à Žejane), l- (commune) « leur »                             | i̯åle « elles »    | le (dans le sud), la (à Žejane), l- (commune) « les » |

Remarques :
- Les formes disjointes précédées de a et les conjointes na, va sont employées à Žejane.
- À la différence du roumain, les formes disjointes de datif et d’accusatif peuvent être utilisées sans leurs correspondantes conjointes :

i̯eľ-a mii̯e zis ke… (littéralement « ils ont à moi dit que… » vs ei mie mi-au zis că… (litt. « ils à moi m’ont dit que… ») ;
tire am clʼemåt (litt. « toi ai appelé ») vs „pe tine te-am chemat” (litt. « toi t’ai appelé »).
D’autres exemples en phrases : i̭elʼ le ganescu « ils leur parlent », la ziče « il/elle leur dit », lʼ-a vezut « il/elle les a vus ».

##### Le pronom réfléchi
Les formes du pronom réfléchi :
| Datif           | Datif                | Accusatif       | Accusatif         |
| forme disjointe | formes conjointes    | forme disjointe | formes conjointes |
| --------------- | -------------------- | --------------- | ----------------- |
| sii̯e « à soi »  | âș(i̯), -ș « se, s’ » | sire « soi »    | se, s- « se, s’ » |

Exemples en phrases : i̭elʼ vút-a åsiri cu sire « ils avaient des ânes avec eux », omiri åv âș ńivele zapustit « les gens on abandonné leurs champs ».

##### Le pronom-adjectif possessif
Les formes des pronoms-adjectifs possessifs sont assez différentes dans les parlers du sud, d’un côté, et dans celui de Žejane, de l’autre.
Dans le sud :
| Possesseur(s) | Possesseur(s) | Objet(s) possédé(s)        | Objet(s) possédé(s)        | Objet(s) possédé(s)        | Objet(s) possédé(s)                 | Objet(s) possédé(s)        |
| Possesseur(s) | Possesseur(s) | Masculin singulier         | Neutre                     | Féminin singulier          | Masculin pluriel                    | Féminin pluriel            |
| ------------- | ------------- | -------------------------- | -------------------------- | -------------------------- | ----------------------------------- | -------------------------- |
| Personne      | 1re singulier | me « mon, le mien »        | mevo « mon, le mien »      | mę « ma, la mienne »       | melʼ « mes, les miens »             | męle « mes, les miennes »  |
| Personne      | 2e singulier  | te « ton, le tien »        | tevo « ton, le tien »      | tę « ta, la tienne »       | telʼ « tes, les tiens »             | tęle « tes, les tiennes »  |
| Personne      | 3e singulier  | se « son, le sien »        | se « son, le sien »        | sę « sa, la sienne »       | selʼ « ses, les siens »             | sęle « ses, les siennes »  |
| Personne      | 1re pluriel   | nostru « notre, le nôtre » | nostro « notre, le nôtre » | nostrę « notre, la nôtre » | noștri / nostri « nos, les nôtres » | nostre « nos, les nôtres » |
| Personne      | 2e pluriel    | vostru « votre, le vôtre » | vostro « votre, le vôtre » | vostrę « votre, la vôtre » | voștri / vostri « vos, les vôtres » | vostre « vos, les vôtres » |
| Personne      | 3e pluriel    | se « leur, le leur »       | se « leur, le leur »       | sę « leur, la leur »       | selʼ « leurs, les leurs »           | sęle « leurs, les leurs »  |

À Žejane :
| Possesseur(s) | Possesseur(s)           | Objet(s) possédé(s) | Objet(s) possédé(s) | Objet(s) possédé(s) | Objet(s) possédé(s) | Objet(s) possédé(s) |
| Possesseur(s) | Possesseur(s)           | Masculin singulier  | Neutre              | Féminin singulier   | Masculin pluriel    | Féminin pluriel     |
| ------------- | ----------------------- | ------------------- | ------------------- | ------------------- | ------------------- | ------------------- |
| Personne      | 1re singulier           | a mev               | a mevo              | a mę / a må         | a melʼ              | a męle              |
| Personne      | 2e singulier            | a tev               | a tevo              | a tę / a tå         | a telʼ              | a tåle              |
| Personne      | 1re pluriel             | a nostru            | a nostro            | a nostra            | a noșt″i            | a nostre            |
| Personne      | 2e pluriel              | a vostru            | a vostro            | a vostra            | a voșt″i            | a vostre            |
| Personne      | 3e singulier et pluriel | a sev               | a sevo              | a så                | a selʼ              | a såle              |

Remarques :
- Les formes nostri et vostri sont spécifiques au parler de Šušnjevica.
- Les mêmes formes sont utilisées comme pronoms et comme adjectifs.
- L’adjectif est antéposé, sous l’influence du croate : a mev nono « mon grand-père ».
- Le génitif-datif de ces pronoms s’exprime avec lu/le : lu nostru « au nôtre ». À Žejane il y a aussi des formes déclinées : a melʼę sore « à ma sœur », če-i̭ a melvę om? « qu’est-ce qu’il a, mon mari ? » (litt. « quoi est à mon mari ? »)[42].
- Le(s) possesseur(s) de la 3e personne peut/peuvent aussi être exprimé(s) par le pronom personnel de la même personne au cas génitif : (a) lui̯ « à lui », (a) ľei̯ « à elle », (a) lor « à eux/elles ». Exemples : (a) lui̯ fråte « son frère (à lui) », a lʼei̭ surâr « ses sœurs (à elle) », (a) lor cåse « leurs maisons ».

##### Le pronom-adjectif démonstratif
Les mêms formes sont utilisées comme pronoms démonstratifs et comme adjectifs démonstratifs. Ceux qui expriment la proximité sont :
- dans le sud : čâsta « ce/cet …-ci, celui-ci », čâstę « cette …-ci, celle-ci », čeșt″i « ces …-ci, ceux-ci », čâste « ces …-ci, celles-ci », mais à Šušnjevica țâsta, țâstę, țeșt″i, țâste ;
- à Žejane : čåsta, česta, čeșt″i, čåste.

Pour l’éloignement :
- dans le sud : čâla/čela « ce/cet …-là, celui-là », ča/čå « celle …-là, celle-là », čelʼ « ces …-là, ceux-là », čale/čåle/čâle « ces …-là, celles-là », à Šušnjevica țâla/țela, ța/țå, țelʼi, țale/țåle/țâle;
- à Žejane : (a)čela, (a)čå/(a)ča, (a)čelʼ, (a)čåle/(a)čale.

Le génitif-datif est en général exprimé analytiquement (par exemple lu ța « de/à celle-là »), mais à Žejane il y a des formes synthétiques aussi : čestvę « de/à celui-ci », čeșt″ę « de/à celle-ci », čestorę « de/à ceux-ci/celles-ci ».

##### Le pronom interrogatif-relatif
Čire (țire à Šušnjevica) « qui » est un pronom interrogatif-relatif se référant aux personnes. Sa forme de génitif-datif est cui̭ (a cui̭ à Žejane) : čire-i̭ ånča? « qui est là? », a cui̭ ai̭ ačå dåt? « à qui as-tu donné cela ? », Lu cui̭ i̭ești tu, fęta? « Qui est ton père/ta mère, ma fille ? » (litt. « De qui es-tu, fille ? », țire su åt i̭åma såpę ke vo scopę su sire « qui creuse une fosse pour les autres y tombe » (litt. « qui creuse la tombe sous autrui, qu’il la creuse sous soi »).
Če (țe à Šušnjevica) « quoi, que » se réfère aux inanimés. Dans les parlers du sud il est utilisé sans accent aussi, en tant que particule interrogative, correspondant à peu près à « est-ce que » et, donc, perdant son sens d’origine : če nú știi̭? (l’accent passe sur le mot de négation) « est-ce que tu ne sais pas ? »
Cårle/cåre/care (masc. sg.), cåra/cårę (fém. sg.), cåro (neutre), cårlʼi/carlʼi/cåri/cari (pluriel) correspond à plusieurs pronoms relatifs français. À Žejane il a des formes de génitif-datif aussi : carvę (masc. sg.), carlʼę (fém. sg.), carorę (pluriel). Exemples en syntagmes : cârstii̭ånu cåre vire « l’homme (litt. « le chrétien ») qui vient », žensca cåra virit-a « la femme qui est venue », våčile cåri dåvu bur låpte « les vaches qui donnent du bon lait ».

##### Le pronom et l’adjectif indéfini
Le numéral ur, urę/ura, uro est aussi pronom indéfini : ur lu åt « l’un à l’autre ».
D’autres mots indéfinis sont :
- nușcarle/nușcårle, nușcara, nușcarlʼi « quelqu’un » (au singulier), « un certain, une certaine, certains, certaines » : nușcarlʼi cu måkina žńescu « certains battent le blé avec la machine », nușcarle brec « un chien (quelconque) » ;
- saki/såki avec la variante sakile/såkile « chaque, chacun, n’importe quel, n’importe lequel », saca/såca « chaque, chacune, n’importe quelle, n’importe laquelle : saki cârsti̭ån « chaque homme », såkile ån « chaque année », saca domaręța « chaque matin » ;
- le correspondant du français « tout, toute, tous, toutes » :

– dans le sud : tot(u) « tout », totę « toute », tot « tout » (neutre), toț « tous », tote « toutes » : tota nopta « toute la nuit », toț omiri « tous les gens » ;
– à Žejane : tot(ile), tota, tot, toț, tote : totile pemintu « toute la terre », i̭uva-i̭ tot a mevo puso? (avec la forme de neutre) « où est mis tout ce qui est à moi ? » ;
- vrun, vro avec la variante vrur, vrurę « un/une (quelconque), l’un, l’une » : ț-ai̭ aflåt vro fętę? « tu t’es trouvé une fille ? », vrurę de i̭åle « l’une d’entre elles ».

Avec la particule nușt″u, provenant de nu știvu « je ne sais pas », précédant des pronoms interrogatifs, on forme des locutions pronominales indéfinies telles que nușt″u čire « quelqu’un », nușt″u če « quelque chose », etc.
Le correspondant du français « un autre, une autre, d’autres » est åt/åtu/åtile (masc. sg.), åtę/åta (fém. sg.), åto (neutre), ålʼț (masc. pl.), åte (fém. pl.) : åtile ɣlås « une autre voix ». À remarquer sur ce pronom-adjectif :
- À Žejane il a des formes de génitif-datif aussi : atvę « d’/à un autre », atlʼę « d’/à une autre », atorę « d’autres, à d’autres ».
- En tant que correspondant de « l’autre, les autres » il est utilisé parfois seul (ur lu åt ou ur atvę « l’un à l’autre »), mais plus souvent précédé d’un pronom démonstratif d’éloignement : čela åt pičor « l’autre jambe », čela åtu « l’autre » (pronom).
- La forme neutre åto a le sens « autre chose » : ni cârbur ni åto « ni charbon ni autre chose ». Ce sens est exprimé également avec des mots interrogatifs ou négatifs antéposés : țevå åto « autre chose, quelque chose d’autre », niș åto « rien d’autre ».
- Précédé du mot nușcårle, il forme la locution pronominale nușcårle åt « quelqu’un d’autre ».
- Utilisé après les pronoms personnels noi̭ et voi̭, il met en opposition ces personnes avec d’autres : noi̭ ålʼț « nous autres ». C’est un calque d’après l’italien noi altri.

##### Le pronom et l’adjectif négatif
Ničur, ničo « aucun, aucune » est pronom et adjectif. Sa forme de masculin a le sens « personne » aussi, qui a la forme de génitif-datif lu ničur dans le sud et ničurvę à Žejane « de/à personne ».
Niș (nis à Šušnjevica) est le pronom négatif se référant aux inanimés : tu n-åri frikę nis « n’aie peur de rien », niș tâmno « rien de mal ».

#### Le verbe

##### Diathèses
En istro-roumain, comme en roumain, le verbe peut être à la diathèse active, passive ou réfléchie. Dans les parlers du sud, à côté du passif avec le verbe auxiliaire fi « être » il y a une construction calquée sur l’italien, avec le verbe veri/viri « venir » : våca virit-a uțisę « la vache a été tuée ».

##### Aspects
L’istro-roumain a emprunté au croate la manière dont celui-ci exprime les aspects inaccompli et itératif d’une part, et les aspects accompli et inchoatif de l’autre. Quant aux formes temporelles du passé, l’imparfait de l’indicatif, qui exprime implicitement l’inaccompli et l’itératif, a presque complètement disparu en istro-roumain. Le passé composé, qui exprimait implicitement l’accompli et l’inchoatif existe bien en istro-roumain mais le verbe à cette forme peut être d’aspect accompli/inchoatif ou inaccompli/itératif. L’expression de ces aspects s’est étendue à d’autres formes verbales aussi. Exemple au passé composé :
m-a tunče bușnit « il/elle m’embrassait alors » (itératif) vs i̯el’ s-a pozdravit și s-a pobușnit ils se sont salués et embrassés (accompli)
Les aspects s’expriment surtout par l’absence ou la présence d’un préfixe. Certains préfixes sont hérités du latin (a-, ân-/âm-, dis-), mais la plupart sont slaves : do-, iz-, na-/ne-, o(b)-, po-, pre-, pri-, ras-/res-, s-, za-/ze-. Paires de verbes d’aspects différents :
- durmi « dormir » (inaccompli/itératif) – zâdurmi/zedurmi « s’endormir » (inchoatif);
- tal’å « couper » (inaccompli/itératif) – potal’å « couper (complètement) » (accompli);
- viså « voir en rêve » (inaccompli/itératif) – ânviså « lui apparaître en rêve » (inchoatif).

L’opposition d’aspect peut s’exprimer également par des paires de synonymes, le verbe inaccompli/itératif étant d’origine latine, l’accompli/inchoatif – slave :
- av muŋcåt pâr la tot poi̭dit-a « il/elle a mangé jusqu’à ce qu’il/elle ait tout fini » (litt. « il/elle a mangé jusqu’à ce qu’il/elle ait tout mangé »);
- se bęi̭e cafe « on boit du café » (itératif) – popę cafelu! « bois ton café ! » (accompli)[42].

L’aspect itératif peut s’exprimer par les suffixes slaves -ęi̭ et -vęi̭ aussi. On peut les ajouter
- à des verbes d’aspect inaccompli/itératif (en vęra cântåt-am « l’été je chantais » vs țâsta pul’ a våvic cantavęi̭t « cet oiseau chantait toujours ») ou
- à des verbes devenus accomplis par préfixation : zâdurmi « s’endormir » – zâdurmivęi̭ « s’endormir d’habitude ».

##### Modes et temps
Les modes personnels utilisés en istro-roumains sont l’indicatif, le conditionnel et l’impératif.
À l’indicatif il y a pratiquement trois temps : le présent, le passé composé et le futur, qui se forment de manière analogue à ceux du roumain. Le passé simple et le plus-que-parfait ont disparu complètement, et l’imparfait presque complètement, ayant des vestiges dans les parlers du sud. Il se forme différemment de l’imparfait roumain, à partir de l’infinitif, les désinences étant précédées de la semi-voyelle de liaison -i̭-: lucråi̭am « je travaillais », fațęi̭ai « tu faisais », avzii̭a « il/elle entendait ».
Le conditionnel a les temps présent, passé et, à la différence du roumain, futur. Le présent se forme avec l’auxiliaire (v)rę « vouloir » à l’indicatif présent + l’infinitif du verbe à sens lexical. Le passé peut se former avec (v)rę à l’indicatif présent + fi « être » à l’infinitif + le participe ou avec (v)rę à l’indicatif présent + fost (participe de fi) + infinitif du verbe à sens lexical : ręș fi cântåt ou ręș fost cântå « j’aurais chanté ». Le conditionnel futur a une forme synthétique, provenant du futurum exactum latin et ayant parfois la même valeur que celui-ci, celui de futur antérieur. Il est utilisé précédé des conjonctions se « si », când « quand », pâr la ke (nu…) « jusqu’à ce que » : când tot fure gotova, i̭e va veri « quand tout aura été fait, il viendra », neca nu rasclʼidu pâr la ke nu i̭å verire « qu’ils/elles n’ouvrent pas jusqu’à ce qu’elle soit venue ».
Le subjonctif en tant que forme synthétique ne s’est conservé que pour le verbe fi (fivu, fii̭i, fii̭e, fim, fiț, fivu), les autres verbes l’exprimant comme en croate, de façon analytique, avec le verbe à l’indicatif précédé de la conjonction se « que » ou le synonyme croate de celle-ci, neca. Il n’y a pas d’autres formes temporelles de subjonctif que le présent.
L’impératif est analogue à celui du roumain, sauf qu’il a aussi une forme de 1re personne du pluriel. Une désinence exception -o est présente dans le cas du verbe veri/viri « venir » et du verbe aduče « apporter » : viro! « viens ! », ado! « apporte ! »
Les modes impersonnels de l’istro-roumain sont l’infinitif, le gérondif et le participe. À la différence du roumain, l’infinitif est utilisé sans a et sa forme longue, utilisée en roumain en tant que nom de l’action (par exemple a veni « venir » > venire « venue »), a disparu. L’infinitif istro-roumain a de nombreuses valeurs verbales, par exemple celle du participe présent français : åflu fętę durmi « je trouve la fille dormant ». Le gérondif a le suffixe -nda et il est rarement utilisé. Le supin a disparu aussi bien sous sa forme latine que sous sa forme roumaine, étant remplacé par l’infinitif : åto n-åv avut de bę « il/elle n’avait pas autre chose à boire ».

##### Conjugaison
En istro-roumain il y a quatre classes de conjugaison héritées, analogues à celles du roumain, et de une à trois (selon les interprétations) pour les emprunts et les créations sur le terrain propre de l’istro-roumain :
Exemples de conjugaison (les voyelles accentuées sont celles à diacritique suscrit) :
Infinitif:
| scapå « échapper » | țirę́ « tenir » | fåče « faire » | avzí « entendre » | cuhę́i̭ « faire cuire » |

Indicatif présent :
| scåpu  | țíru  | fåc   | åvdu  | cuhéscu |
| scåpi  | țíri  | fåči  | åvzi  | cuhéști |
| scåpę  | țire  | fåče  | åvde  | cuhę́    |
| scapån | țirén | fačén | avzín | cuhę́i̭n  |
| scapåț | țiréț | fačéț | avzíț | cuhę́i̭ț  |
| scåpu  | țíru  | fåcu  | åvdu  | cuhéscu |

À Žejane, la 1re personne du pluriel a la désinence -m (vedém « nous voyons »), et pour les verbes du type cuhę́i̭, la forme de la 1re personne du singulier et de la 3e du pluriel est cuhés, celle de la 2e personne du singulier étant cuhéș.
Indicatif passé :
- avec l’auxiliaire postposé :

| scapåt țirút facút avzít cuhę́i̭t | -am -ai̭ -a (dans le sud), -av (à Žejane) -an (dans le sud), -am (à Žejane) -aț -a (dans le sud), -av (à Žejane) |

- avec l’auxiliaire antéposé, variantes en fonction du parler, du caractère tonique ou atone de l’auxiliaire, de son attachement ou non à un mot voisin, de la présence ou de l’absence du pronom personnel sujet et du caractère tonique ou atone de celui-ci :

| åm / i̭ó am / i̭o-m åi̭ / tú ai̭ / tu-i̭ å / åv / i̭é a / i̭é av ån / åm / nói̭ an / nói̭ am åț / vói̭ aț å / åv / i̭él’ a / i̭él’ av | scapåt țirút facút avzít cuhę́i̭t |

Dans la plupart des cas, l’auxiliaire est postposé. En dialogue, à la 1re personne, l’auxiliaire peut être utilisé seul pour éviter la répétition du participe : – Åi̭ tu strilít? – Åm. « – Tu as tiré? (au fusil) – J’ai tiré. »
Indicatif futur :
- avec l’auxiliaire antéposé :

| voi̭ ver va / vå ren (dans le sud), rem (à Žejane) veț vor | scapå țirę́ fåče avzí cuhę́i̭ |

Après certains mots on utilise des formes brèves de l’auxiliaire, liées au mot le précédant : ț-oi̭ fåče « je te ferai »,  i̭o-i̭ spure « je dirai », če-r âŋ codru fåče? « qu’est-ce que tu feras dans la forêt ? », tu n-er nicat fi påmetân « tu ne seras jamais intelligent ».
- avec l’auxiliaire postposé :

| scapå țirę́ fåče avzí cuhę́i̭ | -voi̭ -ver -va -ren, -rem -veț -vor |

Conditionnel présent
| ręș ręi̭ rę ręn (dans le sud), ręm (à Žejane) ręț rę | scapå țirę́ fåče avzí cuhę́i̭ |

Conditionnel passé :
- avec fi :

| ręș ręi̭ rę ręn / ręm ręț rę | fi | scapåt țirút facút avzít cuhę́i̭t |

- avec fost :

| ręș ręi̭ rę ręn / ręm ręț rę | fost | scapå țirę́ fåče avzí cuhę́i̭ |

Conditionnel futur :
| scapår   | țirúr   | facúr   | avzír   | cuhę́i̭r   |
| scapåri  | țirúri  | facúri  | avzíri  | cuhę́i̭ri  |
| scapåre  | țirúre  | facúre  | avzíre  | cuhę́i̭re  |
| scapårno | țirúrno | facúrne | avzírno | cuhę́i̭rno |
| scapåreț | țirúreț | facúreț | avzíreț | cuhę́i̭reț |
| scapåru  | țirúru  | facúru  | avzíru  | cuhę́i̭ru  |

Impératif :
- positif :

| scåpę!  | țíre!  | fę́!    | –      | cúhę!   |
| scapån! | țirén! | fačén! | avzín! | cuhę́i̭n! |
| scapåț! | țiréț! | fačéț! | avzíț! | cuhę́i̭ț! |

- négatif :

| nu scapå!  | nu țíre!  | nu fåče!  | –         | nu cuhęi̭!  |
| nu scapån! | nu țirén! | nu fačén! | nu avzín! | nu cuhę́i̭n! |
| nu scapåț! | nu țiréț! | nu fačéț! | nu avzíț! | nu cuhę́i̭ț! |

À la forme négative, la forme de la 1re personne du singulier provient de l’infinitif, les autres étant celles de l’indicatif présent.

#### La préposition
Une série de prépositions sont d’origine latine : ân « en, dans », (â)ntru « en, dans », de « de, au sujet de », din/diŋ « de » (exprimant la provenance), « pour pendre/chercher » (virít-a diŋ cårne « il/elle est venu(e) chercher (de) la viande »)”, la « à », pre « sur ». D’autres sont empruntées au croate, utilisées d’ordinaire avec des noms également empruntés et déclinés comme en croate : poi̭di na salåtu « manger quelque chose en salade ». Certaines prépositions croates forment des locution prépositive prépositives avec des prépositions d’origine latine : namesto de « à la place de », i̭elʼ fost-a ocoli de foc « ils étaient autour du feu ».

#### La conjonction
Parmi les conjonctions aussi il y en a qui sont romanes, dont certaines héritées du latin (și « et », ke « que ») et d’autres empruntées à l’italien (ma « mais », perke « parce que », se « si »), d’autres conjonctions encore étant d’origine croate : ali « ou », neca « que, pour que », nego « que » comparatif.

### Syntaxe
La syntaxe de l’istro-roumain présente elle aussi des influences du croate.

#### Le groupe nominal
Sous l’influence du croate, dans le groupe nominal, l’ordre des mots est en général déterminant ou/et épithète + nom (a mev nono « mon grand-père », čâsta fečor « ce garçon », o musåtę fętę « une belle fille »), mais il y a aussi des exemples contraires : betâr om nu pote ou omu betâr nu pote « le vieil homme ne peut pas ». Si le nom est déterminé par plusieurs mots, tous peuvent lui être antéposés, par exemple dans la phrase
čâsta lui̭ zelen mižol i̭e pre scånd « ce verre vert à lui est sur la table », mais il y a encore deux variantes d’ordre des mots du groupe nominal :
čâsta lui̭ mižol zelen et
čâsta zelen mižol lui̭ .

#### La phrase simple
La phrase interrogative se distingue en général par l’intonation mais il y a aussi des particules spécifiques qui la marquent, če dans les parlers du sud et â à Žejane : Če tu ganești vlåșki? « Est-ce que tu parles valaque ? », Â tu cuvinți žei̭ånski? « Est-ce que tu parles la langue de Žejane ? ».
Pour la négation on utilise deux mots. Nu sert à nier le verbe (nu me abåte! « ne me bats pas ! ») et ne est utilisé sans verbe, en tant que mot phrase ou pour opposer un terme à un autre : Gianni dåt-a listu lu Mario, ne libru « C’est la lettre que Gianni a donné à Mario, pas le livre ».
Par rapport au français et au roumain, l’ordre des mots dans la phrase simple est très libre.
Les éléments des temps verbaux composés ne sont pas toujours placés l’un après l’autre. Par exemple, entre l’auxiliaire et le verbe à sens lexical on peut placer :
- le groupe du sujet : Cân s-a męle sorâr pogovaręi̭t « Quand mes sœurs ont parlé entre elles »[52] ;
- le groupe du complément d’objet direct : Url’e betâre ženske av tot čå dåt « Il/elle a donné tout ça à une vieille femme »[52] ;
- le sujet et le complément circonstanciel Când rem noi̭ acåsa veri? « Quand est-ce que nous rentrerons chez nous ? »[42]

Dans une phrase à trois constituants dont l’une est un complément d’objet direct, l’ordre peut être sujet + verbe + COD ou COD + verbe + sujet. Si le sujet et le COD sont des noms d’animés et les deux du même nombre, comme ils ne sont pas marqués morphologiquement et que le COD n’est pas anticipé ou repris par un pronom personnel lui correspondant (en roumain le COD est marqué de ces deux façons), le sens d’une telle phrase dépend de la mise en relief de l’un ou de l’autre de ces constituants par l’accentuation et l’intonation. À la seule lecture, les phrases suivantes peuvent signifier :
Bovu ântręba åsiru « Le bœuf demande à l’âne » ou « L’âne demande au bœuf » ;
Maria pi̭ažę Gianni « Maria plaît à Gianni » ou « Gianni plaît à Maria ».
Exemple de phrase simple à plus de trois constituants : De cârbur lemnu i̭e bur sakile « Pour faire du charbon n’importe quel bois est bon » (litt. « Pour charbon le bois est bon n’importe quel »).
À la différence du roumain, sous l’influence du croate, lorsque deux actions ont le même sujet et que l’une est subordonnée à l’autre, l’istro-roumain préfère la construction à complément exprimé par un infinitif à la phrase complexe à proposition subordonnée : vreț âl ântrebå? vs vreți să-l întrebați? « vous voulez lui demander ? », mere lucrå vs merge să lucreze « il/elle va travailler » (« va » à sens lexical plein).

## Lexique
Selon Naroumov 2001, 65 % du lexique istro-roumain de base est constitué de mots hérités du latin et la liste Swadesh de 110 mots est à 87 % de cette origine. Quelques-uns sont spécifiques à l’istro-roumain, inexistants en roumain (par exemple cåi̭bę « cage à oiseaux ») ou ont un sens spécifique supplémentaire : scånd « chaise » mais aussi « table », čęre « demander » mais aussi « chercher ».
La formation de mots par dérivation est faible. Les préfixes verbaux ont plutôt un caractère grammatical, formant des verbes d’aspect accompli/inchoatif (voir plus haut la section Aspects).
Il y a aussi quelques suffixes lexicaux, certains d’origine latine, d’autres slaves, qui forment :
- des noms d’occupations : cârbunår « charbonnier », peclar « boulanger », școlån « écolier » ;
- diminutifs : porčič « petit cochon », cåsițę « maisonnette ».

De toutes les langues romanes orientales, c’est l’istro-roumain le plus perméable aux influences étrangères, surtout dans le domaine du lexique.
La plupart des emprunts proviennent du croate, surtout de son dialecte tchakavien, mais aussi de la langue standard. Certains emprunts ont formé des paires de synonymes avec des mots hérités, puis ceux-ci ont changé de sens. Ainsi, on a emprunté le verbe poșni « commencer », et le sens du verbe hérité correspondant ânčepå s’est réduit à « entamer » (exemple: ânčepå pâra « entamer le pain ») ; l’adjectif vęrde a pris le sens « pas mûr », alors que pour le sens « vert » on utilise l’emprunt zelen. Certains noms ont été empruntés avec une préposition et avec la forme casuelle demandée par cette préposition : po svitu « par le monde », na șetńu « à la promenade », za večeru « à dîner ».
Des emprunts au dialecte vénitien ou à l’italien standard sont entrés directement ou par l’intermédiaire du croate : alora « alors », i̭ardin « jardin », i̭ardiner « jardinier », oštarii̭a « bistrot », urdinęi̭ « commander ».
Des mots allemands aussi ont été empruntés directement ou par l’intermédiaire du croate : fråi̭er/fråi̭ar „jeune homme, amant, fiancé”, fruștikęi̭ „prendre le petit déjeuner”, țucâr „sucre”.
Tous les emprunts ne sont pas présents et dans les parlers du sud, et dans celui de Žejane (les emprunts sont en caractères gras). Exemples, :
| Parlers du sud | Parler de Žejane | Traduction     |
| -------------- | ---------------- | -------------- |
| čer            | nebo             | ciel           |
| grad           | četåte           | ville          |
| medvid         | urs              | ours           |
| per            | hrușva           | poire, poirier |
| ponedili̭âc     | lur              | lundi          |
| petâc          | virer            | vendredi       |

### Sources bibliographiques
- (ro) Cantemir, Traian, « Noi date istorice referitoare la istroromâni » [« Nouvelles données historiques concernant les Istro-roumains »], Limbă și literatură, vol. 19,‎ 1968, p. 91-110
- (ro) Capidan, Theodor, « Românismul balcanic » [« La roumanité balkanique »], Revista filologică, Cernăuți, vol. 1, nos 1-2,‎ 1927, p. 155-165
- (ro) Coteanu, Ion, Elemente de dialectologie a limbii române [« Éléments de dialectologie du roumain »], Bucarest, Editura Științifică, 1961
- (it) Covaz, Antonio, « Dei Rimgliani o Vlahi d'Istria » [« Sur les Romains ou les Valaques d’Istrie »], L’Istria, vol. 1, nos 1-2,‎ 3 janvier 1846, p. 7-8 (lire en ligne [PDF], consulté le 7 mars 2023)
- (it) Croce, Ireneo della, Historia antica e moderna, sacra e profana della città di Trieste [« Histoire antique et moderne, sacrée et profane de la ville de Trieste »], Venise, 1698 (lire en ligne)
- (de) Dahmen, Wolfgang, « Istrorumänisch » [« Istro-roumain »], dans Holtus, G., Metzeltin, M. et Schmitt, Ch. (dir.), Lexikon der Romanistischen Linguistik [« Encyclopédie de la linguistique romane »], vol. 3, Tübingen, De Gruyter, 1989 (lire en ligne), p. 448-460
- Densusianu, Ovid, Histoire de la langue roumaine, vol. 1 : Les Origines, Paris, Ernest Leroux, 1901 (lire en ligne)
- (ro) Dianich, Antonio, « Mărturia unui istroromân: profesorul Antonio Dianich » [« Témoignage d’un Istro-roumain : le professeur Antonio Dianich »], Orizonturi culturale italo-române, vol. 5, no 4,‎ 2015 (ISSN 2240-9645, lire en ligne [PDF], consulté le 7 mars 2023)
- (ro) Drăganu, Nicolae, Românii în veacurile IX-XIV pe baza toponimiei și a onomasticei [« Les Roumains aux IXe – XIVe siècles, sur la base de la toponymie et de l’onomastique »], Bucarest, Academia Română, coll. « Studii și cercetări » (no 21), 1933 (lire en ligne)
- (hr) Filipi, Goran, Istrorumunjski lingvistički atlas : Atlasul Lingvistic Istroromân : Atlante Linguistico Istrorumeno [« Atlas linguistique istro-roumain »], Pula, Znanstvena udruga Mediteran, 2002
- (de) Filipi, Goran, « Istrorumänisch » [« Istro-roumain »], dans Okuka, Miloš (dir.), Lexikon der Sprachen des europäischen Ostens [« Encyclopédie des langues de l’Europe orientale »], Klagenfurt, Wieser, 2002 (lire en ligne), p. 91-96
- (ro) Frățilă, Vasile, « Dialectul istroromân. Privire generală » [« Le dialecte istro-roumain. Vue générale »], dans Berciu-Drăghicescu, Adina (dir.), Aromâni, meglenoromâni, istroromâni: aspecte identitare și culturale [« Aroumains, Mégléno-roumains, Istro-roumains : aspects identitaires et culturels »], Bucarest, Editura Universității din București, coll. « IEH », 2012 (ISBN 978-606-16-0148-6, lire en ligne), p. 633-694
- (ruo) Glavina, Andrei et Diculescu, Constantin, Calindaru lu rumeri din Istrie [« Calendrier des Roumains d’Istrie »], Bucarest, Gutenberg, Joseph Göbl, 1905 (lire en ligne)
- (en) « Indo-Europian family: Romance group » [« La famille indo-européenne : le groupe des langues romanes »], sur The Global Lexicostatistical Database (GLD) (consulté le 7 mars 2023)
- (it) Kandler, Pietro Paolo, « Li Cici », dans Cameroni, F. (dir.), Storia cronografica di Trieste dalla sua origine sino all’anno 1695 del canonico D. Vincenzo Scussa Triestino cogli Annali dal 1695 al 1848 [« Histoire chronographique de Trieste depuis ses origines jusqu’à l’an 1695, du chanoine D. Vincenzo Scussa Triestino, avec les Annales de 1695 à 1848 »], Trieste, C. Coen, 1863 (lire en ligne), p. 231-236
- (ro) Kovačec, August, Descrierea istroromânei actuale [« Description de l’istro-roumain actuel »], Bucarest, Editura Academiei R. S. România, 1971
- (hr) Kovačec, August, Istrorumunjsko-Hrvatski Rječnik (s gramatikom i tekstovima) [« Dictionnaire istro-roumain–croate (avec une grammaire et des textes) »], Pula, Znanstvena udruga Mediteran, 1998 (ISBN 953-96986-1-8) ; variante en ligne : « Vlaško/Žejansko/Istrorumunjsko–hrvatski rječnik », sur vlaski-zejanski.com, 2010 (consulté le 7 mars 2023)
- Moseley, Christopher et Nicolas, Alexandre, Atlas des langues en danger dans le monde, Paris, UNESCO Publishing, coll. « Mémoire des peuples », 2010, 2e éd., 231 p. (ISBN 978-92-3-204096-1, lire en ligne)
- (ru) Naroumov, B. P., « Истрорумынский язык/диалект » [« Istro-roumain »], dans I. I. Tchélychéva, B. P. Naroumov, O. I. Romanova (dir.), Языки мира. Романские языки [« Les langues du monde. Les langues romanes »], Moscou, Academia,‎ 2001 (ISBN 5-87444-016-X), p. 656-671
- (hr) Ostroški, Ljiljana (dir.), Popis stanovništva, kućanstava i stanova 2011. Stanovništvo prema državljanstvu, narodnosti, vjeri i materinskom jeziku [« Recensement de la population, des ménages et des habitations 2011. La population selon la citoyenneté, la nationalité, la religion et la langue maternelle »], Zagreb, Državni zavod za statistiku, 2013 (ISSN 1332-0297, lire en ligne)
- (ro) Petrovici, Emil, « Problema limitei sud-vestice a teritoriului de formare a limbii românești » [« La question de la limite du sud-ouest du territorie de formation de la langue roumaine »], Limba română, vol. 9, no 1,‎ 1960, p. 79-83
- (ro) Philippide, Alexandru, Originea romînilor [« Origine des Roumains »], vol. 2 : Ce spun limbile romînă și albaneză [« Que disent les langues roumaine et albanaise »], Iași, Viața Romînească, 1927
- (ro) Pușcariu, Sextil et al., Studii istroromâne [« Études istro-roumaines »], vol. 2 : Introducere – Gramatică – Caracterizarea dialectului istroromân [« Introduction – Grammaire – Caractérisation du dialecte istro-roumain »], Bucarest, Cultura națională, 1926
- (ro) Pușcariu, Sextil et al., Studii istroromâne [« Études istro-roumaines »], vol. 3 : Bibliografie critică – Listele lui Bartoli – Texte inedite – Note – Glosare [« Bribliographie critique – Listes de Bartoli – Textes inédits – Notes – Glossaires »], Bucarest, Cultura națională, 1929
- (ro) Rosetti, Alexandru, « Asupra repartizării dialectale a istroromânei » [« Sur la répartition dialectale de l’istro-roumain »], Grai și Suflet, vol. 5, no 1,‎ 1931-1932, p. 1-9
- (ro) Sala, Marius (dir.), Enciclopedia limbilor romanice [« Encyclopédie des langues romanes »], Bucarest, Editura Științifică și Enciclopedică, 1989 (ISBN 973-29-0043-1)
- (ro) Saramandu, Nicolae, « Originea dialectelor românești (pe baza surselor istorice) » [« Origine des dialectes roumains (fondée sur les sources historiques) »], Fonetică și dialectologie, Bucarest, Editura Academiei, vol. 22-23,‎ 2004, p. 223-245 (lire en ligne [PDF], consulté le 7 mars 2023)
- (ro) Sârbu, Richard et Frățilă, Vasile, Dialectul istroromân. Texte și glosar [« Le dialecte istro-roumain. Textes et glossaire »], Timișoara, Amarcord, 1998
- (ro) Scărlătoiu, Elena, Istroromânii și istroromâna. Relații lingvistice cu slavii de sud : cuvinte de origine veche slavă [« Les Istro-roumains et l’istro-roumain. Relations langagières avec les Slaves du Sud : mots d’origine vieux-slave »], Bucarest, Staff, 1998
- (it) Skok, Petar, « Studi toponomastici sull’isola di Veglia » [« Études toponomastiques sur l’île de Krk »], Archivio glottologico Italiano, vol. 29,‎ 1938, p. 113-119
- (ro) Vasiliu, Emanuel, Fonologia istorică a dialectelor dacoromâne [« Phonologie historique des dialectes daco-roumains »], Bucarest, Editura Academiei, 1968
- (it) Vassilich, Giuseppe, « Sui rumeni dell’Istria. Riassunto storico-bibliografico » [« Sur les Roumains d’Istrie. Résumé historico-bibliographique »], Archeografo triestino, Trieste, nouvelle série, vol. 23,‎ 1900, p. 157-237 (lire en ligne [PDF], consulté le 7 mars 2023)
- (ruo) Vrzić, Zvjezdana, Limba de saka zi [« La langue de tous les jours »], Rijeka, Tragovi, 2009 (ISBN 978-953-55781-0-9, lire en ligne)
- (en) Zegrean, Iulia-Georgiana, Balkan Romance : Aspects of the Syntax of Istro-Romanian [« Les langues romanes balkaniques : aspects de la syntaxe de l’istroroumain »] (thèse de doctorat), Venise, Université Ca’Foscari, 2012 (lire en ligne)